# راشد دياب
راشد دياب (1957 - ود مدني، السودان) هو رسام سوداني وفنان تشكيلي ومؤرخ فني. بعد حصوله على شهادته الأكاديمية الأولى في السودان، حصل على العديد من الدرجات الأكاديمية في الفنون البصرية وتاريخ الفن في جامعة كومبلوتنسي بمدريد، إسبانيا ، وأصبح محاضرًا في نفس الجامعة.
وبعد عودته إلى السودان، أسس معرض دارا للفنون ومركز راشد دياب الثقافي، ونظم العديد من المعارض وورش العمل. وبسبب اندلاع الحرب في السودان في أبريل 2023، اضطر إلى ترك منزله ومجموعته الشخصية والعودة إلى مدريد.
ومن مشاركاته في المعارض الفنية الكبرى معرض "سبع قصص عن الفن الحديث في إفريقيا" عام 1995، كما عرضت أعماله في معارض دولية. علاوة على ذلك، هو مؤلف دراسات تاريخية فنية حول الفنون البصرية في السودان.

## الحياة والمسيرة الفنية
نشأ راشد وهو ابن موظف حكومي في ود مدني، وهي عاصمة إقليمية في شرق وسط السودان. درس في كلية الفنون الجميلة والتطبيقية بالخرطوم وتخرج منها بمرتبة الشرف عام 1978. وواصل دراسته في العام التالي لحصوله على منحة من الحكومة الإسبانية في جامعة كومبلوتنسي بمدريد، وفي عام 1991 حصل على درجة الدكتوراه من نفس الجامعة بأطروحته عن "فلسفة الفن السوداني" عام 1991. وبعد ذلك أصبح أول محاضر من دولة إفريقية في كلية الفنون الجميلة بالجامعة. وبعد أن عاش في إسبانيا لمدة 20 عاما، عاد إلى الخرطوم في عام 1999. منذ ذلك الوقت، كان نشطًا كرسام ومعلم فنون ومديرًا لمركز راشد دياب الثقافي ومعرض دارا للفنون في الخرطوم، الذي يديره ابنه يافيل. وبسبب حرب 2023 في السودان، اضطر للعودة إلى منزله السابق في مدريد.
وبصفته مؤرخًا فنيًا، شارك في تأليف مقالات عن الفن الحديث في السودان في كتيب السودان لعام 2009 وفي منشور عام 1989 عن الفن المعاصر من العالم الإسلامي. وابنته دار النعيم فنانة تشكيلية أيضاً.

## معرض صور
- في مركز راشد دياب عام 2015
- في حديقة مركزه الثقافي عام 2015
- في غرفة معيشته يقرأ الجريدة في بينالي البندقية السادس والخمسين.
- في الاستوديو الخاص به في الخرطوم عام 2016.